# Batido del océano de leche
El batido del océano de leche es uno de los mitos fundamentales del hinduismo.
En sánscrito se llama samudra manthana (batido del océano).

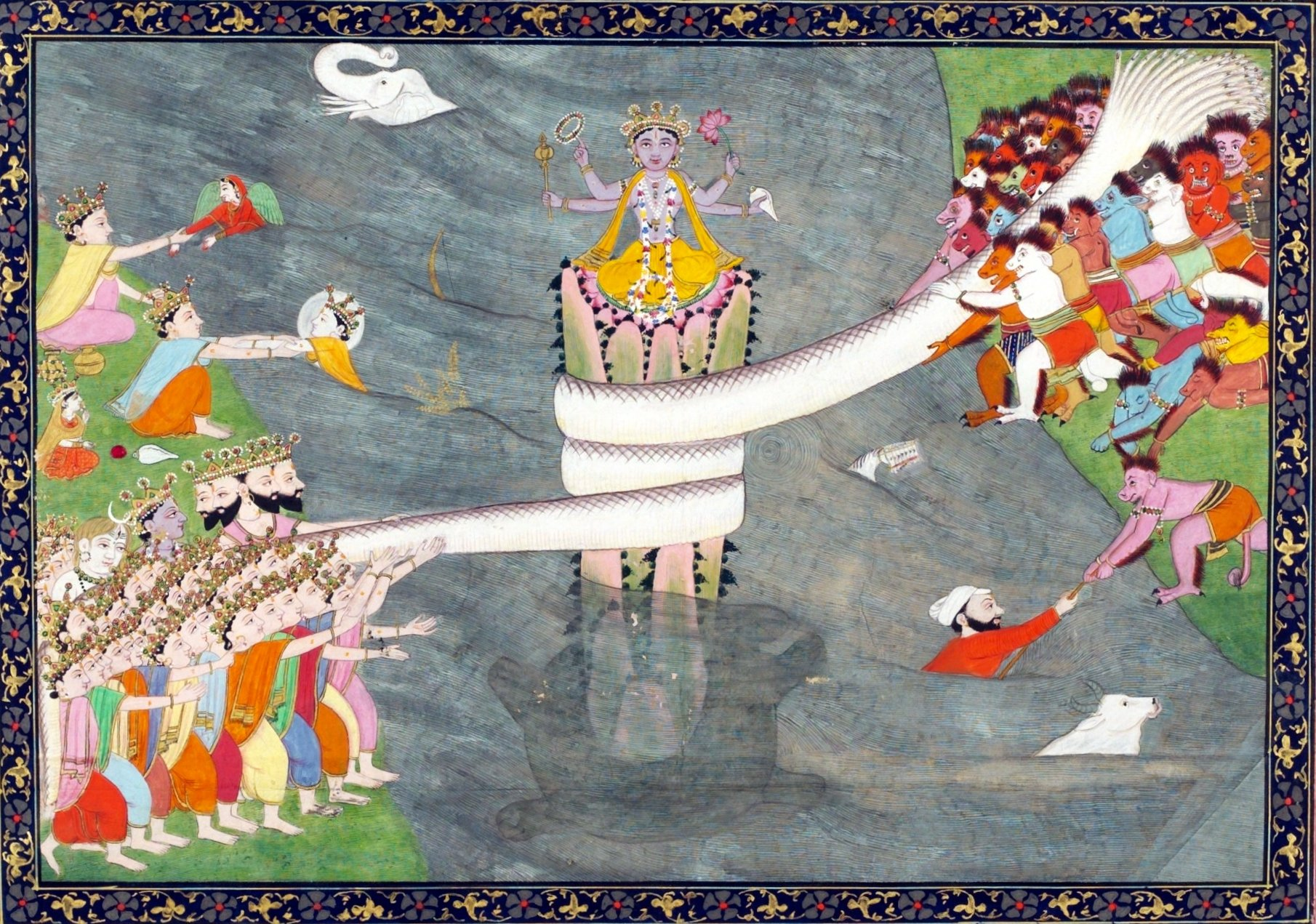
El batido del océano de leche. El avatara Kurma de Visnú, sumergido sosteniendo la montaña Mandara, durante el Samudra manthana, la serpiente Vasuki está enroscada y es tirada por los dioses (orilla izquierda) y por los demonios (orilla derecha) en: 1870, Uttar Pradesh (India).

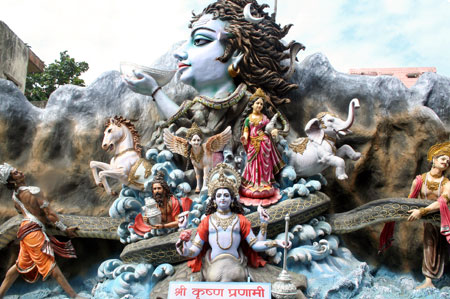
Shivá saliendo de un pez. A la izquierda están los demonios y a la derecha los dioses. Relieve en Haridwar, templo de Sri Krisná Pranami.

Al principio de los tiempos, los deva (Dioses) y los asura (Demonios) eran todos mortales, y luchaban entre ellos por el dominio del mundo.
Los deva, debilitados y vencidos, solicitaron la ayuda de Visnú, quien les propuso que unieran sus fuerzas a las de los asura con el objeto de extraer la amrita (el néctar de la inmortalidad) del océano de leche (kshirodadhi), que es uno de los siete exóticos océanos lejanos, dentro de este mismo planeta.
Para lograr esto tenían que coger las hierbas mágicas del océano, cortar el monte Mandara de forma que se pudiera colocar su cima sobre el caparazón de la tortuga Kurma (un avatara del mismo Visnú), y utilizar la serpiente Vāsuki, el rey de los Naga, para poner la montaña en rotación de manera que batiera el océano.

## Subproductos del océano de leche
Tras miles y miles de años de esfuerzos, el batido produjo, entonces, un variado número de objetos extraordinarios y unos seres maravillosos:
- Kālakūta o jala-jala, un veneno virulento que Shivá bebió antes de que se esparciera y destruyera el mundo. Le quedó una marca azul en la garganta. No obstante, algunas gotas se derramaron y fueron bebidas por las serpientes y los escorpiones dando origen a su veneno.
- Surabhí, la vaca de la abundancia, fuente perpetua de leche y mantequilla, proveedora de todas las necesidades.
- Vārunī, la diosa del vino, que hace rodar los ojos.
- Pariyata, el árbol del paraíso de Indra, que perfumaba el mundo con la fragancia de sus flores (más tarde robado por el dios Krisná para su esposa Satiabhama).
- Chandra, la luna, con la que Shivá engalanaba su cabellera.
- Uchaisravas, el caballo blanco, ancestro de todos los caballos, cuyas siete bocas simbolizan los colores del arco iris.
- Airavata, el elefante blanco sobre el que montaba el dios Indra.
- las apsaras, o ninfas celestes.
- Alaksmí, la diosa del infortunio y la fealdad.
- Sri (Laksmí), la diosa de la belleza y de la fortuna, sentada sobre un loto.
- Kaustubha, la joya que adorna el pecho de Visnú y el de Krisná.
- DhanuanTari, el médico de los dioses —considerado como un avatara menor de Visnú y futuro rey de Kāshi— sosteniendo en sus manos una copa de kumbha llena de amrita, el néctar de la inmortalidad.
- Kalpavriskha, un árbol que cumpliría cualquier deseo.

## La lucha por el néctar de la inmortalidad
En cuanto los asura vieron la copa con néctar se precipitaron sobre él y le robaron la copa antes de que los deva pudieran intervenir.
Visnú se transformó rápidamente en Mojiní, la mujer más bella del mundo; los asura quedaron extasiados y paralizados, momento que aprovechó Visnú para quitarles la copa y dársela a los deva.

## La creación del planeta Raju

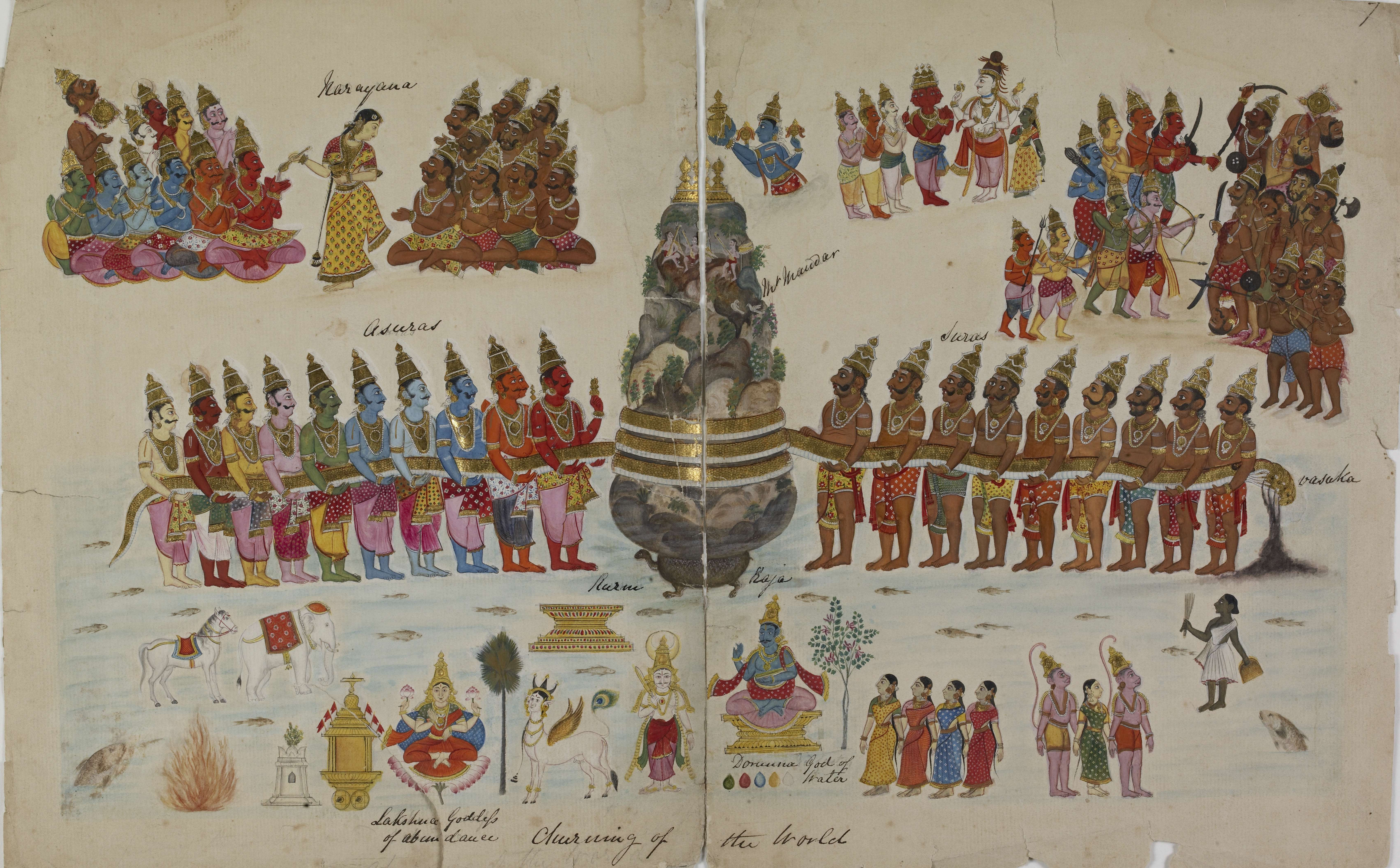
Pintura altamente detallada que muestra el episodio de Samudramanthana. Data de los años 1820s.

En el Bhagavata-purana (siglo X d. C.), esta historia se cuenta de manera ligeramente diferente.
Mojiní, la forma femenina del dios Visnú hizo formar en fila a todos los dioses y todos los demonios.
Primero les entregaría un trago a cada semidiós y luego repartiría el resto entre los demonios.
El demonio Raju entonces adoptó forma de semidiós para participar de la primera dosificación de néctar. Cuando le tocó su turno y levantó la copa para tomar una gota de néctar, Soma (dios de la Luna) se dio cuenta de la impostación y le avisó a Visnú, quien le cortó la cabeza al demonio con su disco chakrá. Como Raju ya tenía la gota de néctar en la boca, su cabeza se volvió inmortal, quedó colgada de la bóveda celeste y cada tanto se come a la Luna en venganza.
Esta es la manera en que los hindúes trataron de explicar los eclipses de luna.
Cuando sucede un eclipse, incluso en la actualidad  muchos hindúes se ocultan temerosos en sus casas, ya que lo consideran un acontecimiento "inauspicioso" (a-shubha).

## Cuatro ciudades inmortales
Los devas, convertidos ahora en inmortales, no podían ser vencidos y arrojaron a los asura a los infiernos.
Sin embargo, durante la lucha unas gotas de amrita cayeron sobre cuatro lugares de la India:
- Nasik, sobre el río Godavari
- Shipra (en Uyyain)
- Jariduar (sobre el río Ganges) y
- Praiag (Prayagraj).

Estas cuatro ciudades, bendecidas por el néctar se convirtieron en los cuatro lugares de peregrinación donde se celebran las concentraciones denominadas Kumbhamela.
- Datos: Q606110
- Multimedia: Samudra manthan / Q606110